# UTC-9:30

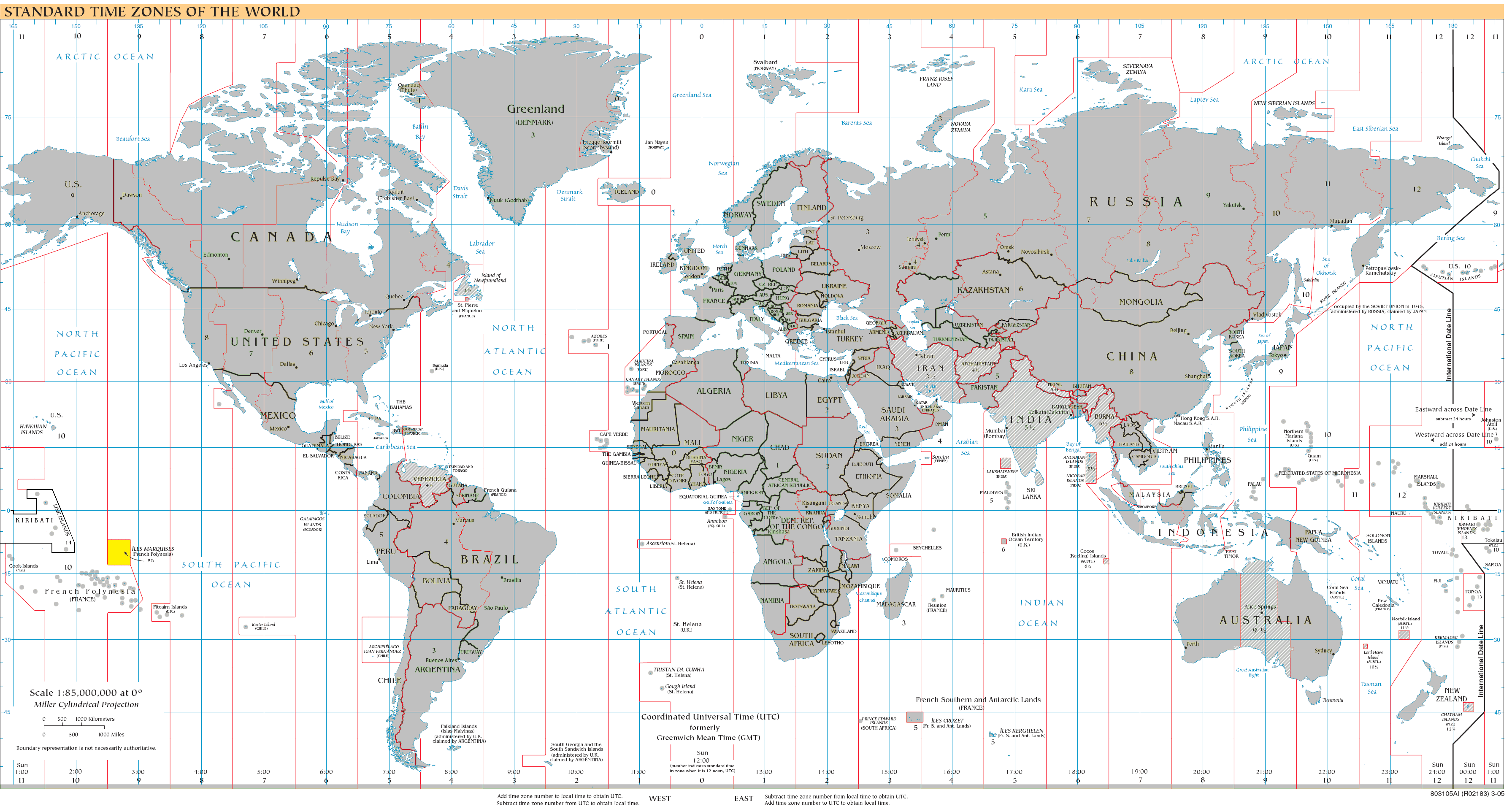
UTC-9:30: 濃黄-通年適用

UTC-9:30とは、協定世界時(UTC)を9時間30分遅らせた標準時である。

## 該当地域
- フランス領ポリネシア
  - マルキーズ諸島